# Esteban Becker Churukian
Esteban Becker Churukian (Bernal, Buenos Aires; 31 de agosto de 1964) es un entrenador y exfutbolista argentino que actualmente entrena al CS Puertollano CF del grupo 18 de la Tercera RFEF de España, tras dirigir en temporadas anteriores al Racing Murcia Fútbol Club, al RSD Alcalá y la selección absoluta de Guinea Ecuatorial .

## Trayectoria

### Como jugador
Su carrera como futbolista transcurrió por equipos de su país natal, Argentina. Formado en las divisiones inferiores de Independiente de Avellaneda. También jugó en Quilmes A. C. y en Independiente de Saladillo.
En 1989 viaja a Israel representando a su país en los XIII Juegos Macabeos, quedando subcampeones y siendo el goleador del equipo. Recibe ofertas de equipos israelíes y europeos (Damm Kiel, Alemania; Namur, Bélgica; y Atlético de Madrid y Leganés en España) pero ninguna se materializa.

### Como entrenador
En 1987 comenzó a trabajar como Preparador Físico del Club Deportivo Español que militaba en la 1.ª División del Fútbol Argentino, junto al exfutbolista internacional Alberto González (mundialista en Chile 62 e Inglaterra 66), Carlos Aimar y Enrique Polola.
Una vez trasladado a España comienza a trabajar en el Colegio Montfort de Madrid. Crea su propia Escuela de Fútbol e inicia la carrera de entrenador.
Hasta el año 2000 dirige equipos de la periferia de Madrid como Loeches, Atlético Velilla y Naya. Posteriormente ingresa en la disciplina de la RSD Alcalá (Alcalá de Henares) donde dirige con éxito las Categorías Cadete y Juvenil del club
En el año 2003 recibe una oferta del club de 2.ª División B, el San Sebastián de los Reyes. Tras una campaña discreta el equipo salva la categoría.

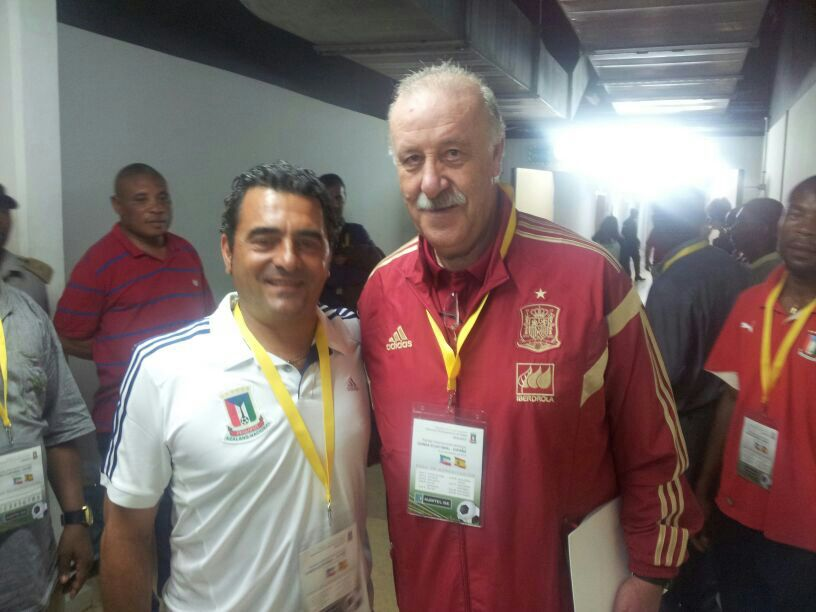
Esteban Becker y Vicente del Bosque.

En 2004 vuelve a dirigir al equipo filial de la R.S.D. Alcalá. Los malos resultados del primer equipo del club, hacen que la Junta Directiva decida prescindir de los servicios del entrenador y nombrar a Becker en su lugar. El equipo, que estaba último clasificado, no consigue mantener la categoría y desciende a la 3.ª División, pero club decide que Becker siga al frente como entrenador. Tras 30 jornadas disputadas, el equipo es líder indiscutible de la competición e, inesperadamente, el entrenador es cesado de su puesto, llegando para sustituirlo Paco Jémez. El equipo quedaría campeón, aunque no asciende de categoría en el play-off final.
En 2008 ficha por el C.D. Ciempozuelos de la 3.ª División, quedando 6.º clasificado.
En 2009 decide ficharlo el Club de Fútbol Fuenlabrada y terminan en 5.º lugar igualados a puntos con el 4.º clasificado. En 2010 renueva con el club azulón y terminan en el 7.º lugar.
En 2011 entrena al C.D. San Fernando y al terminar la temporada logra ascenderlo a 3.ª División.
En junio de 2012 es designado entrenador de la Selección femenina de Guinea Ecuatorial, con la que se proclama Campeón de África en la Copa Africana de Naciones ganando todos los partidos disputados con 18 goles a favor y ninguno en contra.
En 2013 renueva como entrenador de la Selección femenina de Fútbol de Guinea Ecuatorial. Ejerce de mánager, logrando dos subcampeonatos africanos con la Selección Sub-20 y Selección Sub-17 femenina. 
A principios de 2015 es nombrado director técnico de la Selección de fútbol de Guinea Ecuatorial, sustituyendo a Andoni Goikoetxea. Con solo quince días de trabajo logró llegar hasta semifinales de la Copa de África de 2015, consiguiendo así la mejor clasificación en la historia de Guinea Ecuatorial. La Selección africana pasó del puesto 118 del ranking FIFA al 49. Estuvo presente hasta junio de 2017.
El 8 de marzo de 2021, regresa al mundo de los banquillos para dirigir al Racing Murcia Fútbol Club de la Tercera División de España. En mayo de 2021, tras el término de la segunda fase de la competición justo antes de los play-offs, abandonaría el club murcianista para regresar a Madrid.

## Clubes como entrenador
| Equipo                                   | País              | Año       |
| ---------------------------------------- | ----------------- | --------- |
| R.S.D. Alcalá                            | España            | 1999-2003 |
| San Sebastián de los Reyes               | España            | 2003-2004 |
| R.S.D. Alcalá                            | España            | 2004-2006 |
| CD Ciempozuelos                          | España            | 2008-2009 |
| CF Fuenlabrada                           | España            | 2009-2011 |
| CD San Fernando                          | España            | 2011      |
| Selección femenina de Guinea Ecuatorial  | Guinea Ecuatorial | 2012-2014 |
| Selección masculina de Guinea Ecuatorial | Guinea Ecuatorial | 2012-2017 |
| Racing Murcia Fútbol Club                | España            | 2021-     |

## Otros Roles

### Como profesor
Ha sido Profesor de Educación Física en el Colegio Montfort desde 1989 hasta 2006, año en el que decide dedicarse en e
Es Profesor de la Escuela de Entrenadores (FFM, RFEF), Licenciado en Educación Física (INEF) por la Universidad Politécnica de Madrid.

### Como escritor y colaborador
Esteban Becker es escritor y tiene dos libros publicados: "Frontera, hombre de cuero" y "Ni un gol al arco iris".
Desde su blog "El Reloj de Beckian" también analiza la actualidad del fútbol internacional.
Es colaborador habitual de la Revista Futbolista.

#### Libros publicados
- Frontera, hombre de cuero (ISBN: 978-84-95777-39-3 Editorial: Cockpit Studio Editorial S.L. 133 Páginas)
- Ni un gol al arco iris (ISBN: 978-84-95777-40-9 Editorial: Cockpit Studio Editorial S.L. 115 Páginas)